# Реґеле
Реґеле (пол. Regiele, нім. Glaubitz) — село в Польщі, у гміні Ґолдап Ґолдапського повіту Вармінсько-Мазурського воєводства.
Населення — 14 осіб (2011).
У 1975-1998 роках село належало до Сувальського воєводства.

## Демографія
Демографічна структура станом на 31 березня 2011 року:
|          | Загалом | Допрацездатний вік | Працездатний вік | Постпрацездатний вік |
| -------- | ------- | ------------------ | ---------------- | -------------------- |
| Чоловіки | 8       | 3                  | 5                | 0                    |
| Жінки    | 6       | 2                  | 4                | 0                    |
| Разом    | 14      | 5                  | 9                | 0                    |